# Яель Наїм
Яель Наїм (івр. יעל נעים) — ізраїльсько-французька співачка.

## Біографія
Народилася 6 лютого 1978 в Парижі. В 4-річному віці разом з батьками переїхала до міста Рамат-ха-Шарон в Ізраїлі. Служила в Армії оборони Ізраїлю як солістка оркестру Військово-повітряних сил Ізраїля.
Перший сольний альбом записано в Лос-Анджелесі і випущено 2001 року.

## Дискографія

### Альбоми
- 2001 — In a Man's Womb
- 2007 — Yael Naim (album)
- 2010 — She Was a Boy
- 2015 — Older
- 2020 – Nightsongs[3][4]

### Сингли
- 2001 — You Disappear
- 2001 — Do I Do
- 2001 — Avril
- 2007 — Toxic
- 2008 — New Soul
- 2008 — Too Long
- 2009 — Far Far
- 2011 — Come Home
- 2015 — Dream In My Head

## Найвідоміші твори і виконання

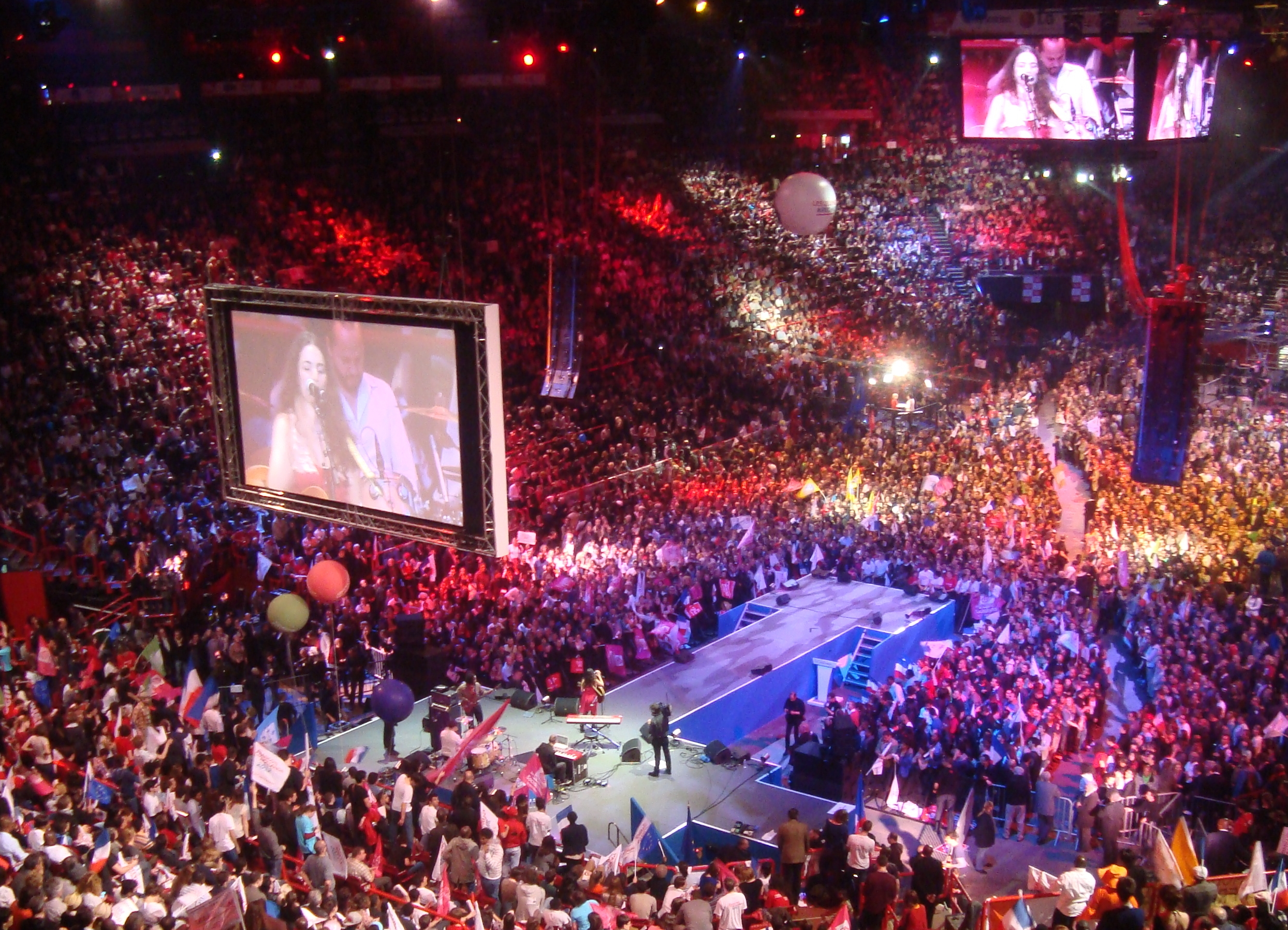
На концерті Яель Наїм

У січні 2008 року корпорація Apple використала її пісню «New Soul» в рекламі ноутбуку «MacBook Air» (Стів Джобс сам вибрав цю пісню «New Soul» для запуску «MacBook Air»).